# 丁然
丁然（1967年—），河北固安人，女，回族，中华人民共和国政治人物、第十一届全国人民代表大会河北地区代表。
毕业于河北农业大学城镇经济专业，担任河北省大厂回族自治县人大常委会副主任。2008年起担任全国人大代表。